# Fem trappor upp
Fem trappor upp är en amerikansk film från 2014 i regi av Richard Loncraine och med Diane Keaton och Morgan Freeman i huvudrollerna. Morgan Freeman är dessutom en av filmens producenter. Filmen bygger på romanen Heroic Measures av Jill Ciment.
Filmen hade urpremiär på Toronto Film Festival den 5 september 2014 och officiell USA-premiär den 8 maj 2015. Den 30 oktober 2015 hade filmen svensk premiär. Filmen visades i SVT den 7 augusti 2019.

## Handling
Alex och Ruth har levt ihop i samma lägenhet i 40 år. De har blivit äldre och pensionerat sig, men området de bor i har blivit trendigt. Ruth låter en mäklare värdera fastigheten, och den är värd en förmögenhet. Paret börjar se sig om efter ett annat boende vilket blir en känslofylld resa bland minnen och bostadsannonser. 

## I rollerna (urval)
- Diane Keaton – Ruth Carver
- Morgan Freeman – Alex Carver
- Carrie Preston – Miriam Carswell
- Cynthia Nixon –  Lily Portman